# Alfa Romeo Giulietta (1977)
De Alfa Romeo 'Nuova' Giulietta is in 1977 geïntroduceerd als opvolger van de Giulia, die op dat moment vijftien jaar in productie was.
Technisch was de Guilietta gebaseerd op de grotere Alfetta: de wielbasis bleef gelijk bij een kortere carrosserielengte.
De motoren - vier cilinders in lijn - waren leverbaar met 1300, 1600, 1800 en 2000 cc en daarnaast nog een 2.0 turbodiesel van VM. De lijn van de auto was scherper en gewaagder dan dat van de Alfetta en volgens de designtrend van die dagen met een pijlvorm: een lage neus met grote oversluitende motorkap en hoog oplopende achterkant, kort achterklepje met spoilerrandje en grote donkere schildbumpers in plaats van chroom. Bij de eerste serie waren de bumpers nog van plaatstaal, later werd het kunststof met een lagere geïntegreerde voorspoiler. Vanwege deze destijds moderne ontwerpkenmerken geldt de Giulietta minder dan andere Alfa's als tijdloos en klassiek, en daarom is het niet zo'n gezochte auto - wat de zeldzaamheid bevordert. De Giulietta is de voorganger van de Alfa Romeo 75. De afmetingen van onderstel, bodemplaat en diverse carrosseriedelen, zoals de portieren, stemmen overeen.